# Standfussiana nictymera
Standfussiana nictymera là một loài bướm đêm trong họ Noctuidae.